# Gymnadenia nigra
Gymnadenia nigra (soms wel zwarte vanilleorchis genoemd) is een Europese orchidee van het geslacht muggenorchis (Gymnadenia) en de sectie Nigritellae. Het is een typische plant van subarctische streken met een opvallende donkerrode tot bijna zwarte bloem.
De soort is endemisch in Scandinavië.

## Naamgeving enetymologie
- Synoniemen: Satyrium nigrum L. (1753), Nigritella nigra (L.) Rchb.f., Nigritella nigra f. apomicta Gustafsson, Nigritella angustifolia Rich.
- Duits: Schwarzes Kohlröschen
- Frans: Nigritelle noire

De botanische naam Gymnadenia komt uit het Oudgrieks, betekent zoveel als 'naakte klieren' (γυμνός, gumnós = naakt, ἀδήν, adḗn = klier) en slaat op de afwezigheid van een vliesje rond de pollinia of stuifmeelkorrels. De soortaanduiding nigra is Latijn voor 'zwart'.
De Nederlandstalige naam zwarte vanilleorchis slaat op de kleur en de geur van de bloemen.
Deze naam werd tot enkele jaren geleden gebruikt voor de soort Nigritella nigra met al zijn ondersoorten. Sinds de promotie van deze ondersoorten tot soorten (Gymnadenia nigra s.s., Gymnadenia rhellicani, Gymnadenia austriaca en Gymnadenia gabasiana) slaat de Nederlandstalige naam in principe op die vier soorten.

## Kenmerken
Gymnadenia nigra lijkt sterk op de zustersoort Gymnadenia rhellicani, waarmee het vroeger de soort Nigritella nigra vormde. Zie aldaar voor een algemene beschrijving.
De plant is meestal kleiner, de bloeiwijze halfbolvormig, de bloemen wat groter, steeds apomictisch, roodbruin tot bruinpaars. De onderste schutblaadjes hebben een gave rand en geen tandjes. De bloemlip is meer geopend, langer en breder dan die van G. rhellicani. Het spoor is zakvormig en korter.
De bloeitijd is van juni tot juli.

## Habitat
Gymnadenia nigra heeft net als Gymnadenia rhellicani een voorkeur voor kalkrijke droge bodems in volle zonlicht, zoals kalkgraslanden en alpiene weiden, tot 1300 m hoogte.

## Verspreiding en voorkomen
Gymnadenia nigra is endemisch in Scandinavië, en komt voornamelijk voor in het noorden van Noorwegen en Centraal-Zweden. De plant komt enkel lokaal voor en is zeldzaam.

## Verwantschap en gelijkende soorten
Gymnadenia nigra maakt samen met een vijftiental sterk gelijkende soorten deel uit van het ondergeslacht (of sectio) Nigritellae, het vroegere geslacht Nigritella, dat sinds enkele jaren is opgenomen in het geslacht Gymnadenia (muggenorchissen).
Onderscheid maken tussen deze soorten is voor leken dikwijls zeer moeilijk, want gebaseerd op relatieve kenmerken als de vorm en het aantal tandjes op de randen van de schutblaadjes, de vorm van de bloemlip en van het spoor.
Daarbij komen er tussen de vijftien soorten nog eens bijna evenveel hybriden voor, wat de determinatie tot op soortniveau niet vereenvoudigd. Gelukkig is de overlap van verspreidingsgebieden beperkt.
Gymnadenia nigra is echter de enige vanilleorchis in Scandinavië en kan door zijn donkere bloemen met geen enkel andere plant verward worden.
Sectie: Gymnadeniae

G. borealis · 
G. conopsea (Grote muggenorchis) · 
G. densiflora (Dichte muggenorchis)· 
G. frivaldii · 
G. odoratissima (Welriekende muggenorchis) · 
G. pyrenaica · 
G. straminea

Sectie: Nigritellae

G. archiducis-joannis · 
G. austriaca · 
G. bicornis · 
G. buschmanniae · 
G. carpatica · 
G. cenisia · 
G. corneliana (Roze vanillieorchis) · 
G. crassinervis · 
G. dolomitensis · 
G. emeiensis · 
G. gabasiana · 
G. lithopoliticana · 
G. microgymnadenia · 
G. neottioides · 
G. nigra (Zwarte vanilleorchis) · 
G. orchidis · 
G. propinqua · 
G. rhellicani · 
G. rubra · 
G. runei · 
G. stiriaca · 
G. taquetii · 
G. widderi